# Blind Dog at St. Dunstans
Albums de Caravan
Cunning Stunts
(1975) Better by Far
(1977)
Blind Dog at St. Dunstans est le septième album studio du groupe anglais de rock progressif Caravan. Il est sorti en 1976.

## Fiche technique

### Titres
Toutes les chansons sont écrites et composées par Pye Hastings, sauf Chiefs and Indians (Mike Wedgwood).
| 1. | Here Am I                        | 6:19 |
| 2. | Chiefs and Indians               | 5:13 |
| 3. | A Very Smelly, Grubby Little Oik | 4:15 |
| 4. | Bobbing Wide                     | 1:13 |
| 5. | Come On Back                     | 4:50 |
| 6. | Oik (Reprise)                    | 2:26 |

| 7. | Jack and Jill                                                     | 6:26 |
| 8. | Can You Hear Me?                                                  | 6:17 |
| 9. | All the Way (With John Wayne's Single-Handed Liberation of Paris) | 9:03 |

### Musiciens
- Pye Hastings : guitares, chant
- Jan Schelhaas : claviers
- Mike Wedgwood : basse, congas, chant sur Chiefs and Indians
- Geoff Richardson : alto, guitare, flûtes, violon
- Richard Coughlan : batterie
- Jimmy Hastings : flûte, saxophones, clarinette

### Classements et certifications
| Pays (classement)             | Meilleure position |
| ----------------------------- | ------------------ |
| Royaume-Uni (UK Albums Chart) | 53                 |